# Meninger i tiden
Meninger i tiden er en portrætfilm fra 1955 instrueret af Børge Høst efter manuskript af Børge Høst, Bror Bernild.

## Beskrivelse
Meninger i tiden er en 'diskussionsfilm' om kulturkritikeren Poul Henningsen, hovedpersonen i denne film. Den er lavet i hans ånd, som en leg med billeder og lyd. "Hvis det ikke er fint at være naturlig, så vil jeg ikke være naturlig", siger han og retter nogle satiriske hug mod familien, kønsrollerne, seksualmoral (artige drenge sover med hænderne over dynen) og skolen som institution ("her afgår alt præcist, også personligheden").